# Guilherme Dias Alves
Guilherme Dias Alves (27 de julio de 1992) es un deportista brasileño que compitió en taekwondo. Ganó una medalla en el Campeonato Mundial de Taekwondo de 2013, y dos medallas en el Campeonato Panamericano de Taekwondo en los años 2012 y 2014.

## Palmarés internacional
| Campeonato Mundial      | Campeonato Mundial      | Campeonato Mundial | Campeonato Mundial |
| Año                     | Lugar                   | Medalla            | Categoría          |
| ----------------------- | ----------------------- | ------------------ | ------------------ |
| 2013                    | Puebla (México)         | Medalla de bronce  | –58 kg             |
| Campeonato Panamericano |                         |                    |                    |
| Año                     | Lugar                   | Medalla            | Categoría          |
| 2012                    | Sucre (Bolivia)         | Medalla de oro     | –58 kg             |
| 2014                    | Aguascalientes (México) | Medalla de bronce  | –58 kg             |